# La Flèche Wallonne 2025
Der Flèche Wallonne 2025 war die 89. Austragung des belgischen Eintagesrennens. Das Rennen fand am 23. April statt und ist Teil der UCI WorldTour 2025. Das Frauenrennen, La Flèche Wallonne Féminine, wurde am selben Tag ausgetragen.
Den Sieg sicherte sich der Slowene Tadej Pogačar (UAE Team Emirates-XRG), der sich im Schlussanstieg der Mur de Huy mit einem Vorsprung von zehn Sekunden vor Kévin Vauquelin (Arkéa-B&B Hotels) durchsetzte. Platz drei ging mit einem Rückstand von zwölf Sekunden an Thomas Pidcock (Q36.5 Pro Cycling Team).

## Teilnehmende Mannschaften und Fahrer
Neben den 18 UCI WorldTeams gingen auch 7 UCI ProTeams bei dem Rennen an den Start. Für jedes Team sind sieben Fahrer startberechtigt.
Mit Stephen Williams (Israel-Premier Tech), Tadej Pogačar (UAE Team Emirates-XRG), Dylan Teuns (Cofidis), Julian Alaphilippe und Marc Hirschi (beide Tudor Pro Cycling Team) nahmen fünf ehemaliger Sieger an der 89. Austragung teil.
Als Top-Favoriten galten Tadej Pogačar und Remco Evenepoel (Soudal Quick-Step), der den Flèche Wallonne zum ersten Mal bestritt. Weitere nennenswerte Fahrer waren: Thomas Pidcock (Q36.5 Pro Cycling Team), Mattias Skjelmose Jensen, Thibau Nys (beide Lidl-Trek), Maxim Van Gils, Daniel Felipe Martínez, Finn Fisher-Black (alle Red Bull-Bora-hansgrohe), Ben Healy (EF Education-EasyPost), Santiago Buitrago, Lenny Martinez (beide Bahrain Victorious), Lennert Van Eetvelt (Lotto), Enric Mas (Movistar Team), Romain Grégoire, Valentin Madouas (beide Groupama-FDJ), Julian Alaphilippe, Mark Hrischi (beide Tudor Pro Cycling Team), Tiesj Benoot, Ben Tulett (beide Team Visma-Lease a Bike), Ben O’Connor (Team Jayco AlUla), Kévin Vauquelin (Arkéa-B&B Hotels), Axel Laurance (Ineos Grenadiers), Oscar Onley (Team Picnic PostNL), Dylan Teuns (Cofidis), Stephen Williams, Joseph Blackmore (beide Israel-Premier Tech), Clément Champoussin und Christian Scaroni (beide XDS Astana Team).
| UCI WorldTeams | UCI WorldTeams                  | UCI WorldTeams | UCI WorldTeams          | UCI WorldTeams | UCI WorldTeams          | UCI ProTeams | UCI ProTeams           |
| -------------- | ------------------------------- | -------------- | ----------------------- | -------------- | ----------------------- | ------------ | ---------------------- |
| ADC            | Alpecin-Deceuninck              | IGD            | Ineos Grenadiers        | DFP            | Team Picnic PostNL      | IPT          | Israel-Premier Tech    |
| ARK            | Arkéa-B&B Hotels                | GFC            | Intermarché-Wanty       | TVL            | Team Visma-Lease a Bike | LOT          | Lotto                  |
| TBV            | Bahrain Victorious              | LTK            | Lidl-Trek               | UAD            | UAE Team Emirates-XRG   | Q36          | Q36.5 Pro Cycling Team |
| COF            | Cofidis                         | MOV            | Movistar Team           | XAT            | XDS Astana Team         | TFB          | Team Flanders-Baloise  |
| DAT            | Decathlon AG2R La Mondiale Team | RBH            | Red Bull-Bora-hansgrohe |                |                         | TUD          | Tudor Pro Cycling Team |
| EFE            | EF Education-EasyPost           | SOQ            | Soudal Quick-Step       |                |                         | UXM          | Uno-X Mobility         |
| GFC            | Groupama-FDJ                    | JAY            | Team Jayco AlUla        |                |                         | WB2          | Wagner Bazin WB        |

## Streckenführung
Die Strecke führte über 205,2 Kilometer von Ciney nach Huy und endete mit dem Schlussanstieg der Mur de Huy. Bereits nach 18,2 Kilometern wurde mit der Côte de Ver die erste klassifizierte Steigung überquert. Im Anschluss ging es über hügliges Terrain nach Rochefort und Baillonville, ehe unweit von Durbuy mit der Côte de Petite-Somme nach 85,8 Kilometern der zweite Anstieg des Tages folgte. Bei Modave erreichten die Fahrer bei Kilometer 103,2 den finalen Rundkurs. Dieser umfasste die Anstieg der Côte d’Ereffe, Côte de Cherave und Mur de Huy, ehe der Zielstrich zum ersten Mal bei Kilometer 130,8 überquert wurde.
Der finale Rundkurs war 37,2 Kilometern lang, wobei die Côte de Cherave nach einem Jahr Abwesenheit wieder befahren wurde. Nachdem die Zielpassage das erste Mal überquert worden war, führte die N66 leicht ansteigend durch Strée, ehe die Fahrer auf die N636 abzweigten. Auf dieser ging es nun bergab nach Pont-de-Bonne. Im Anschluss wurde die Côte d’Ereffe in Angriff genommen, die eine durchschnittliche Steigung von 5 % aufwies. Nach Marchin folgte eine weitere Abfahrt, ehe es entlang der N641 zum Einstieg in die Côte de Cherave ging. Diese war mit einer durchschnittlichen Steigung von 8,1 % deutlich steiler und wurde 5,7 Kilometer vor dem Ziel zum letzten Mal überquert. Im Anschluss folgte eine schnelle Abfahrt, die die Fahrer ans Ufer der Maas führte. Der Zielstrich befand sich traditionell am Ende der Mur de Huy, einem 1,3 Kilometer langen Anstieg mit einer durchschnittlichen Steigung von 9,6 % (max. 19 %). Nach der ersten Zielpassage musste der finale Rundkurs zweimal absolviert werden.
| # |                      | km    | Höhe (m) | Länge (km) | Ø Steigung |
| - | -------------------- | ----- | -------- | ---------- | ---------- |
| 1 | Côte de Ver          | 18,2  | 257      | 0,7        | 12,5 %     |
| 2 | Côte de Petite-Somme | 85,8  | 271      | 0,8        | 10,8 %     |
| 3 | Côte d’Ereffe        | 112,4 | 258      | 2,1        | 5 %        |
| 4 | Côte de Cherave      | 125,1 | 195      | 1,3        | 8,1 %      |
| 5 | Mur de Huy           | 130,8 | 204      | 1,3        | 9,6 %      |
|   | Zielpassage 1        | 130,8 |          |            |            |
| 3 | Côte d’Ereffe        | 149,6 | 258      | 2,1        | 5 %        |
| 4 | Côte de Cherave      | 162,3 | 195      | 1,3        | 8,1 %      |
| 5 | Mur de Huy           | 168   | 204      | 1,3        | 9,6 %      |
|   | Zielpassage 2        | 168   |          |            |            |
| 3 | Côte d’Ereffe        | 186,8 | 258      | 2,1        | 5 %        |
| 4 | Côte de Cherave      | 199,5 | 195      | 1,3        | 8,1 %      |
| 5 | Mur de Huy           | 205,2 | 204      | 1,3        | 9,6 %      |
|   | Ziel                 | 205,2 |          |            |            |

## Rennverlauf und Ergebnis
| Platz | Fahrer            | Nation | Team                   | Zeit                   |
| ----- | ----------------- | ------ | ---------------------- | ---------------------- |
| 01.   | Tadej Pogačar     | SLO    | UAE Team Emirates-XRG  | 4:50:15 h (42,39 km/h) |
| 02.   | Kévin Vauquelin   | FRA    | Arkéa-B&B Hotels       | + 0:10 min             |
| 03.   | Thomas Pidcock    | GBR    | Q36.5 Pro Cycling Team | + 0:12 min             |
| 04.   | Lenny Martinez    | FRA    | Bahrain Victorious     | + 0:13 min             |
| 05.   | Ben Healy         | IRL    | EF Education-EasyPost  | "                      |
| 06.   | Santiago Buitrago | COL    | Bahrain Victorious     | + 0:16 min             |
| 07.   | Romain Grégoire   | FRA    | Groupama-FDJ           | "                      |
| 08.   | Thibau Nys        | BEL    | Lidl-Trek              | "                      |
| 09.   | Remco Evenepoel   | BEL    | Soudal Quick-Step      | "                      |
| 10.   | Mauro Schmid      | SUI    | Team Jayco AlUla       | + 0:19 min             |

## Vergabe der UCI-Punkte
Der Flèche Wallonne 2025 ist Teil der UCI WorldTour 2025. Nach dem Rennen wurden UCI-Punkte vergeben, die sich auf die Platzierung der Fahrer und Mannschaften im UCI-Ranking auswirkten. Die Punktevergabe erfolgte nach folgendem Schlüssel:
| Platzierung  | 1.  | 2.  | 3.  | 4.  | 5.  | 6.  | 7.  | 8.  | 9. | 10. | Anmerkung                               |
| ------------ | --- | --- | --- | --- | --- | --- | --- | --- | -- | --- | --------------------------------------- |
| Tageswertung | 400 | 320 | 260 | 220 | 180 | 140 | 120 | 100 | 80 | 68  | gestaffelt bis zum 60. Platz (2 Punkte) |